# دقار (السياني)

تعديل مصدري - تعديل

دقار محلة تابعة لقرية حبيل هدوان، التابعة لعزلة العربيين بمديرية السياني إحدى مديريات محافظة إب في الجمهورية اليمنية.، بلغ تعداد سكانها 108 حسب تعداد اليمن لعام 2004.